# 豌豆莢/赤腳的灰姑娘男孩
《豌豆莢/赤腳的灰姑娘男孩》是日本男性偶像組合NEWS第5張單曲。

## 概要
- NEWS首次的雙A面單曲。
- 初回生産限定盤及通常盤的封面、內頁及歌曲收錄次序是不同。
- 此單曲原本已於2006年1月時，7位成員完成錄音，並在同年新年巡迴演唱會中表演此兩首曲。但2月時成員草野博紀發生未成年飲酒事件後，事務所方面立即安排重新錄音，變成6人版本。
- 事務所方面同時決定，因同一組合同樣發生兩次未成年飲酒事件，基於連帶責任的關係，事務所決定於年內活動暫停團體活動。直至2007年1月1日凌晨，在2006年至2007年傑尼斯倒數演唱會時，6人再重新活動，並在同年在節目「少年俱樂部」中演出此兩曲。

## 收錄歌曲

### 初回限定生產盤
1. 豌豆莢
  - 作詞: zopp、作曲・編曲: Shusui, Fredrik Hult, Jonas Engstrand, Ola Larsson
  - 電影『ONE PIECE 機關城的機械巨兵』主題歌
2. 赤腳的灰姑娘男孩
  - 作詞: zopp、作曲・編曲: Shusui, Stefan Aberg
  - 富士電視台劇集『轉瞬為風』主題歌

### 通常盤
1. 赤腳的灰姑娘男孩
2. 豌豆莢
3. 赤腳的灰姑娘男孩(伴唱版本)
4. 豌豆莢(伴唱版本)